# Zgodność (informatyka)
Zgodność – możliwość współpracy określonych procesów lub równoległego ich działania. Pojęcie to również może się tyczyć zgodności z danym standardem lub interfejsem.